# Лисогірська сільська рада (Запорізький район)
| Лисогірська сільська рада — колишній орган місцевого самоврядування у Запорізькому районі Запорізької області з адміністративним центром у с. Лисогірка. Водоймища на території, підпорядкованій даній раді: р. Дніпро. Сільській раді підпорядковані населені пункти: - с. Лисогірка - с. Біленьке Перше - с. Канівське |

## Склад ради
Рада складалася з 16 депутатів та голови.

### Керівний склад ради
| ПІБ                        | Основні відомості                                                    | Дата обрання | Дата звільнення |
| -------------------------- | -------------------------------------------------------------------- | ------------ | --------------- |
| Зачепило Світлана Іванівна | Сільський голова, 1967 року народження, освіта, член Партії регіонів | 26.03.2006   | 31.10.2010      |

Примітка: таблиця складена за даними джерела